# 尤利克·鲁伊坎
尤利克·鲁伊坎（羅馬尼亞語：Iulică Ruican，1971年8月29日—），罗马尼亚男子赛艇运动员。他曾代表罗马尼亚参加1992年和1996年夏季奥林匹克运动会赛艇比赛，获得一枚金牌和一枚银牌。